# Działalność gospodarcza w Hiszpanii
Działalność gospodarcza w Hiszpanii (hiszp. actividad económica) – podstawą jest rolnictwo oraz rybołówstwo, istotny jest również przemysł turystyczny (sektor turystyczny w 2016 – 13% PKB). Działalność gospodarcza może być prowadzona w formach organizacyjno-prawnych takich jak: jednoosobowa działalność gospodarcza, spółka jawna, spółka komandytowa, spółka z ograniczoną odpowiedzialnością, Sociedad limitada nueva empresa (spółka z ograniczoną odpowiedzialnością „Nowa Firma”), spółka akcyjna oraz oddział firmy, spółka pracownicza czy specjalne rodzaje spółek handlowych – na przykład spółka inwestycyjna.

## Wymagane dokumenty i obowiązki
Założenie spółki (w każdej postaci) wymaga uzyskania z Centralnego Rejestru Handlowego zaświadczenia imiennego spółki (Certificación Negativa del Nombre) – potwierdzającego nieistnienie firmy o takiej samej nazwie w Hiszpanii. Nazwę w rejestrze można zarezerwować – Centralny Rejestr Handlowy wystawia certyfikat (Certificación Negativa de Denominación), ważny jest przez trzy miesiące, a sama rezerwacja sześć. Chcąc przedłużyć certyfikat, należy przed upływem tych trzech miesięcy złożyć ponowny wniosek o wydanie nowego dla tej samej nazwy.
Kolejnym krokiem jest otworzenie przez spółkę konta w banku i przelanie na nie kapitału założycielskiego. Zobowiązaniem założycieli spółki jest zgłoszenie spółki do Rejestru Handlowego, a także Rejestru Inwestycji Zagranicznych (Registro de Inversores del Ministro de Economia y Hacienda). Nie rozpocznie się działalności bez pozwolenia urzędu miasta (Licencia Municipal de Apertura), co jest potwierdzeniem, że działalność jest zgodna z miejscowym planem zagospodarowania przestrzennego gminy lub miasta. Spółka, która kupi nieruchomość lub ustanowi hipotekę, musi poinformować Rejestr Przemysłowy (Registro Industrial). Dodatkowo spółka prowadząca działalność przemysłową informuje Rejestr Przemysłowy (Registro Industrial). Kolejnym ważnym krokiem jest złożenie w Tesoreria General de la Seguridad Social – czyli Instytucie Poboru Składek i Ewidencji Ubezpieczonych, co jest odpowiednikiem polskiego ZUS – wniosku o numer identyfikacji ubezpieczeniowej. Ubezpieczenie osoby, która prowadzi działalność gospodarczą na własny rachunek, przewiduje specjalny tryb (Regimen Especial de Autonomos).
Dokumenty związane z prowadzeniem działalności gospodarczej to:
1. Wniosek o przyznanie numeru NIE (Solicitud de Número de Identidad de Extranjero (NIE) y Certificados (LO 4/2000 y RD 557/2011));
2. Wniosek o nadanie stałego lub tymczasowego Numeru Identyfikacji Podatkowej NIF;
3. Wniosek o wpis do systemu ubezpieczeń społecznych (Afiliación a la Seguridad Social, asignación de número de seguridad social y variación de datos);
4. Wniosek o wpisanie na listę przedsiębiorców (Declaración censal simplificada de alta, modificación y baja en el Censo de Empresarios, Profesionales y Retenedores);
5. Wniosek o rejestrację jednoosobowej działalności gospodarczej w systemie ubezpieczeń społecznych Seguridad Social (Solicitud simplificada de: alta, baja o variación de datos en el régimen especial de autónomos);
6. Wniosek o rejestrację firmy jako płatnika ZUS w celu zatrudnienia pracowników (Solicitud de Inscripción en el Sistema de Seguridad Social);
7. Deklaracja uregulowania podatku od czynności cywilnoprawnych związanych z założeniem spółki (Impuesto sobre transmisiones patrimoniales y actos jurídicos documentados);
8. Deklaracja rejestracji jako podmiot podlegający opodatkowaniu podatkiem od działalności gospodarczej (Impuesto sobre actividades económicas)[9].

## Działalność gospodarcza prowadzona przez osoby fizyczne

### Jednoosobowa działalność gospodarcza
W języku hiszpańskim zwana jest autónomo, co tłumaczymy jako samozatrudniony. Osoby fizyczne są uprawnione do prowadzenia jednoosobowej działalności ekonomicznej albo profesjonalnej – bezpośrednio, na własny rachunek i bez udziału innych osób w organizacji czy też zarządzaniu. Dokonuje tego w celu osiągnięcia korzyści i może zatrudniać innych pracowników. Działalność ta podlega zarejestrowaniu w urzędzie skarbowym.
Cechą charakterystyczną jest brak obowiązku wnoszenia minimum kapitałowego, a podatek dochodowy odprowadzany jest od osób fizycznych – I.R.P.F. (Impuesto sobre la Renta de las Personas Físicas). Ryzyko tego rodzaju działalności to nieograniczona odpowiedzialność właścicieli – przy stratach odpowiadają całym majątkiem, zarówno obecnym, jak i przyszłym. Obywatel państwa członkowskiego UE, chcąc prowadzić taką działalność, musi w pierwszej kolejności otrzymać Numer Identyfikacyjny Obcokrajowca – NIE oraz Numer Ubezpieczenia Społecznego – NSS, by móc rozliczać się z Zakładem Ubezpieczeń Społecznych.

### Sociedad Civil
W Hiszpanii Sociedad Civil (spółka cywilna) powstaje przez umowę wspólników, zobowiązujących wniesienie wkładów pieniężnych, dóbr lub pracy do spółki. Nie posiada osobowości prawnej ani obowiązku wpisu do rejestru handlowego, a jej celem zawsze jest działalność dochodowa. Za zobowiązania wspólnicy ponoszą odpowiedzialność całym swoim majątkiem (aktualny i przyszły). Charakteryzuje ją brak wymagalnego minimalnego kapitału początkowego, który jest niezbędny dla zawarcia spółki. Jest ona wolna od obowiązku opłacania podatku od spółek (Impuesto de Sociedades), ponieważ wspólnicy odprowadzają indywidualnie podatek dochodowy od osób fizycznych (IRPF).

### Comunidad de Bienes
Tak zwana Comunidad de Bienes (wspólnota mienia), którą tworzy się przez zawarcie umowy pomiędzy założycielami, dotyczącej wspólnej własności lub prawa. Wymagalność sporządzenia jej w postaci aktu notarialnego dotyczy sytuacji wniesienia wkładu jako praw nabytych lub nieruchomości. Nie posiada osobowości prawnej. Nie ma minimalnej wartości wkładu i może go stanowić każde dobro. Odpowiedzialność wspólników wobec osób trzecich jest nieograniczona.

## Działalność gospodarcza w formie spółek prawa handlowego

### Sociedad Limitada
Najpopularniejsza forma działalności gospodarczej w Hiszpanii – Sociedad Limitada (spółka z ograniczoną odpowiedzialnością). Minimalny kapitał wynosi tu trzy tysiące euro i musi być złożony w momencie założenia spółki. Kapitał zakładowy dzieli się na udziały (nie muszą mieć jednakowych wartości), odpowiedzialność wspólników jest ograniczona do wysokości wniesionego kapitału. Podlega wpisowi do rejestru handlowego właściwego dla siedziby spółki. Rejestrację można przeprowadzić elektronicznie (notariusz wysyła elektroniczny odpis aktu założycielskiego) oraz tradycyjnie (przedstawienie w rejestrze oryginału aktu założycielskiego, może go przedstawić każdy – nie jest wymagane umocowanie). Cechują ją: elastyczność umocowania, możliwość zmiany na inny typ spółki, a w porównaniu do spółki akcyjnej mniejsza formalność oraz koszty.

#### Komunikacja z administracją publiczną
Wymóg komunikowania z administracją publiczną (przykładowo otrzymanie zawiadomienia czy składanie wniosków) w formie elektronicznej. Do tego spółka potrzebuje certyfikowanego podpisu elektronicznego. Uzyskuje go zarządzający spółką, za pośrednictwem administracji podatkowej.

#### Beneficjent rzeczywisty
Jest to osoba kontrolująca ponad 25% kapitału spółki. Istnieje wymóg (związany z przeciwdziałaniem praniu brudnych pieniędzy) identyfikacji przez spółkę takiej osoby. Zgodnie z nim, podpisawszy akt założycielski, w następnej kolejności należy podpisać drugi akt – ujawniający beneficjentów rzeczywistych spółki. Akt jest potrzebny przy czynnościach z udziałem banków czy notariuszy.

### Spółka akcyjna
Może zostać powołana przez co najmniej trzech akcjonariuszy (osoby fizyczne i prawne) Kapitał wynosi sześćdziesiąt tysięcy euro, 25% tej sumy musi być wniesione w momencie jej zakładania. Odpowiedzialność wspólników ogranicza się do wysokości wniesionego kapitału. Jedna czwarta kapitału powinna być wniesiona w gotówce, a pozostała część może być w postaci aportu.

## Filie spółek polskich
Działają jako oddział firmy macierzystej i nie posiadają osobowości prawnej. Obowiązek podatkowy na terenie Hiszpanii jest zależny od postanowień Umowy o unikaniu podwójnego opodatkowania w zakresie podatków od dochodów i majątku między Polską a Hiszpanią z dnia 15 listopada 1979 r. Determinuje, które z podatków musi płacić podmiot zobowiązany jako nierezydent. Filia podlega prawu hiszpańskiemu w kwestiach ubezpieczeniowych, budowlanych czy niektórych kwestiach podatkowych. Obowiązkiem jest posiadanie – numeru NIE (Numer Identyfikacyjny Obcokrajowca) u osoby fizycznej, NIF (Numer Identyfikacji Podatkowej) oraz NSS (Numer Ubezpieczenia Społecznego) w celu rozliczeń z Zakładem Ubezpieczeń, u osoby prawnej. Filie polskich firm są zobowiązane do corocznego rozliczenia w Rejestrze Handlowym – brak obowiązku tłumaczeń na język hiszpański. Dyrektor filii to pełnomocnik firmy polskiej, nie reprezentant.